# Філ Найт
Філ Найт (англ. Phil Knight; нар. 24 лютого 1938) — один із співзасновників виробника спортивного взуття та одягу Nike.
На 2015 рік за оцінкою Форбс є 15-ю найбагатшою людиною світу зі статком у 28,1 млрд доларів. Окрім Nike також володіє Laika Entertainment (Лайка).

## Життєпис

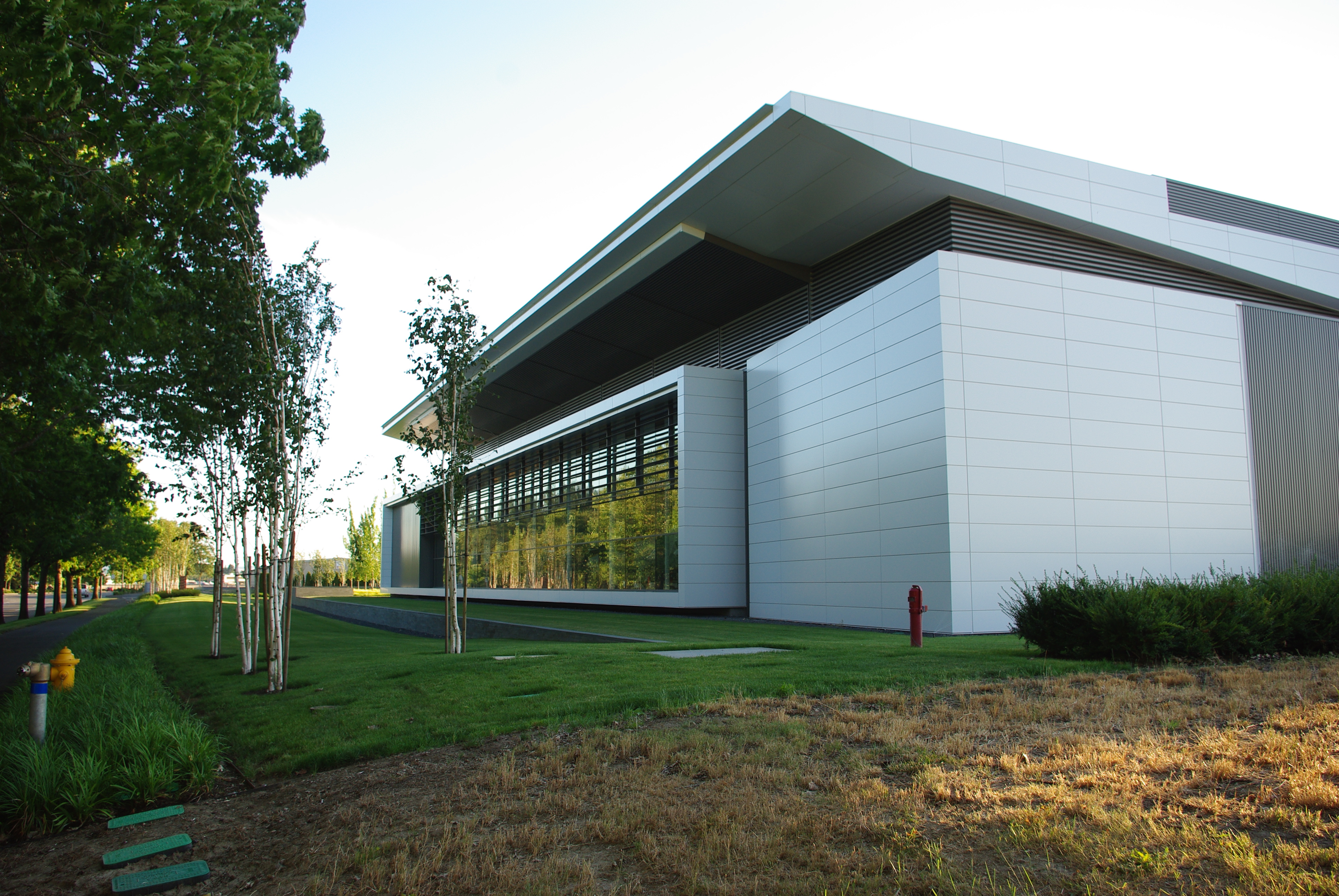
Особистий ангар літаків Найта на Гілсборському летовищі

Народився у сім'ї адвоката Біла Найта, який став видавцем газети «The Oregon Journal».
Закінчив у 1962 році Університет Орегону зі ступенем у журналістиці. У студентські роки був бігуном на середні дистанції. Відразу після університету відслужив 1 рік у армії й після був 7 років у Армійському резерві.
Після служби у армії здобув у Стенфордській післядипломній школі бізнесу науковий ступінь. Працював професором з бухгалтерії у Портландському університеті.
1962 року Філ Найт відвідав Японію, де запропонував стати продавцем взуття Tiger на заході США. 1964 разом з Біллом Баверменом заснував Blue Ribbon Sports, що згодом стала Nike.